# Floarea Anca
Floarea Trandafir, coniugata Anca (1948), è un'ex cestista rumena.

## Carriera
Con la Romania ha disputato due edizioni dei Campionati europei (1970, 1976).